# Lijst van burgemeesters van Zwartewaal
Dit is een lijst van burgemeesters van de voormalige Nederlandse gemeente Zwartewaal tot die gemeente op 1 januari 1980 opging in de gemeente Brielle.
| Ambtsperiode | Naam burgemeester                | Partij of stroming | Bijzonderheden                                                                   |
| ------------ | -------------------------------- | ------------------ | -------------------------------------------------------------------------------- |
| 1816 - 1840  | Arij Kwak                        |                    | schout/burgemeester en Tweede Kamerlid                                           |
| 1830 - 1836  | Leendert Rietdijk                |                    | waarnemend?                                                                      |
| 1840 - 1856  | Cornelis Kwak                    |                    |                                                                                  |
| 1857 - 1874  | Helenus Wilhelmus Croes          |                    |                                                                                  |
| 1874 - 1875  | Gerard Leonard Wilhelm Ridder    |                    |                                                                                  |
| 1875 - 1876  | Pleunis van Duijvendijk          |                    | later o.a. burgemeester van Sommelsdijk                                          |
| 1876 - 1879  | Cornelis Casimir Alberti         |                    |                                                                                  |
| 1879 - 1882  | Jacob Johan Pieter Tichler       |                    |                                                                                  |
| 1882 - 1897  | Louis Frederik Jacobus van Vliet |                    |                                                                                  |
| 1897 - 1907  | Jacobus Simon Korteweg           |                    |                                                                                  |
| 1907 - 1919  | Jan Willem Boers                 |                    |                                                                                  |
| 1920 - 1924  | Cornelis Lodder                  |                    |                                                                                  |
| 1924 - 1932  | Samuel Jacob da Silva            |                    |                                                                                  |
| 1932 - 1952  | Mr. Adriaan Pieter van den Blink |                    | tevens burgemeester van Vierpolders (1915-1952)                                  |
| 1952 - 1964  | Auke (A.A.) Beckeringh van Rhijn | CHU                | tevens burgemeester van Vierpolders, later o.a. burgemeester van Beilen          |
| 1964 - 1974  | Jacob Gerard Bosch               | PvdA               | tevens burgemeester van Vierpolders, later burgemeester van Olst                 |
| 1974 - 1979  | Bastiaan Jozias Korstanje        | PvdA               | tevens burgemeester van Vierpolders, later waarnemend burgemeester van Klaaswaal |